# المؤتمر الأول للموسيقى العربية

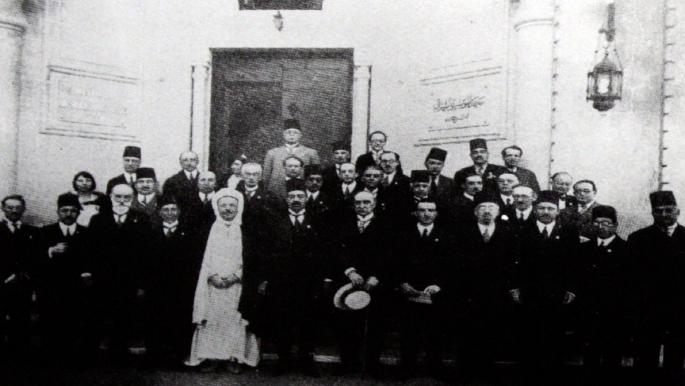
المشاركون في مؤتمر الموسيقى العربية الأول بالقاهرة عام 1932.

عقد مؤتمر الموسيقى العربية الأول بالقاهرة عام 1932 لتدارس الموسيقى العربية وكان تحت رعاية الملك فؤاد ملك مصر آنذاك، وانعقد المؤتمر بمعهد الموسيقى العربية والموجود حاليا باسم مسرح محمد عبد الوهاب بالأسعاف - شارع رمسيس - القاهرة.

## المشتركين
عقد المؤتمر بعد تأسيس معهد الموسيقى العربية تحت رعاية الملك فؤاد الأول عام 1929، وضم المؤتمر موسيقيين من مصر والشام وتركيا وبعض المندوبين الأوروبيين. وقام بالدعوة إلى المؤتمر عام 1932 الفنان محمود أحمد الحفني تحت الرعاية الملكية، وكان الحفني قد أتم دراسته للموسيقى في ألمانيا. وكان الدعوة إلى المؤتمر بهدف الحفاظ على التراث الموسيقي والغنائي، خصوصا بعد وفاة أعلامه الكبار يوسف المنيلاوي عام 1911 وسيد درويش عام 1923، تلك الأعلام التي خلفت موهبة الغناء في النصف الثاني من القرن التاسع عشر عبده الحامولي الذي كان يغني في قصور الخديوي إسماعيل و محمد القابنجي من العراق

## البحوث
بُحت في المؤتمر السلم العربي الموسيقي وعلاقته بالسلم الموسقى الغربية، والمقامات، والإيقاع، كذلك قدمت محاضرات عن طرق تدريس الموسيقى وتاريخ الموسيقى.
كما اهتم الحاضرون باختيار الأعمال الموسيقية المصرية والعربية التي يجب الحفاظ عليها كتراث يحفظ للأجيال القادمة.

## القرارات
وكانت الجماهير المتعلمة في مصر تنتظر من المؤتمر أن يعمل على متابعة التطوير الموسيقى الذي ازدهر في البلاد منذ عبده الحامولى وعائلة الشوا التي أدخلت آلة الكمان إلى مصر. وتطور الموسيقى على يد سيد درويش الذي طور التخت إلى الأوركستر وبدأ تأليف الأوبريتات.
وكان المصريون سواء منهم التقدميين، محبي الموسيقى الغربية أم محبي الموسيقى القديمة يريدون تحليلها بالطرق العلمية، إلا أنهم لم يهتموا بالغناء الشعبي، على عكس بعض المندوبين الأوروبيين الذين حضروا المؤتمر، فهؤلاء كانوا ينصحون بالاهتمام بالطابع الشعبي في الموسيقى والغناء.